# Reinaldo Merlo
Reinaldo Carlos Merlo (Buenos Aires, 20 maggio 1950) è un allenatore di calcio ed ex calciatore argentino, di ruolo centrocampista.

## Caratteristiche tecniche
Giocava come centrocampista difensivo.

### Club
Soprannominato mostaza (senape) per via del colore dei suoi capelli, trascorse la sua carriera in un solo club, il River Plate di Buenos Aires, sua città natale. Fece parte, insieme a Juan José López e Norberto Alonso, del centrocampo della squadra di Ángel Labruna che dal 1975 al 1981 vinse svariati titoli nazionali. Nel corso delle annate, il club acquistò diversi giocatori nel suo ruolo, tra cui Pérez, Chamaco Rodriguez, Della Savia, Cierra, Carranza, Pitarch, de los Santos e, infine, Américo Gallego, che lo rimpiazzò definitivamente. In tutte le competizioni Merlo ha superato quota cinquecento presenze con la maglia del River.

### Nazionale
Ha giocato tre sole partite con la selezione argentina, tutte nel 1973.

### Allenatore
Una volta terminata la carriera da giocatore, Merlo ottenne l'abilitazione ad allenare, iniziando la carriera in club minori, fino a quando non ricevette l'offerta del River per ricoprire l'incarico di tecnico in coppia con il vecchio compagno di squadra Alonso. Nel 1989 i due assunsero dunque la guida della compagine dalla banda rossa, ma vennero sostituiti da Daniel Passarella, voluto dal nuovo presidente Alfredo Davicce; il nuovo allenatore guidò la squadra al successo in campionato. Nel 1991 gli fu assegnata l'Argentina under 20 in vista del campionato del mondo Under-20 1991, cui la selezione partecipò con scarso successo: inclusa nel girone con Corea, Portogallo e Irlanda, chiuse all'ultimo posto con un solo punto, guadagnato contro l'Irlanda. Nel 1993 Merlo guidò la rappresentativa Under-17, mentre nel 1995 tornò sulla panchina di un club, quello boliviano del Bolívar. Nel 1999 venne assunto dall'Atlético Nacional di Medellín, ma venne rimpiazzato da Luis Fernando Suárez per la seconda parte della stagione: come già successo al River Plate, un altro allenatore portò alla vittoria la squadra che prima era stata di Merlo.
Nel 2001 arrivò il primo successo da tecnico: dopo trentacinque anni, riportò il titolo nazionale argentino al Racing Club di Avellaneda applicando ciò che venne chiamato "paso a paso" (passo dopo passo), ovvero un approccio improntato all'affrontare una partita per volta senza particolari ansie. Quando Carlos Bilardo lasciò l'Estudiantes de La Plata nel 2004, Merlo ricevette l'offerta della dirigenza del club di rimpiazzarlo: l'allenatore portò la squadra dalla zona retrocessione alla lotta per il titolo per la stagione 2004-2005. Nell'agosto 2005 lasciò l'incarico e poco dopo sostituì Leonardo Astrada alla guida del River Plate; vi rimase fino al 9 gennaio 2006, quando, dopo aver mancato la vittoria dell'Apertura 2005, si dimise e al suo posto fu scelto Passarella. Il fallimento del suo progetto al River Plate venne imputato a Marcelo Gallardo: il fantasista fu indicato come uno dei suoi principali oppositori nello spogliatoio.
Una volta chiusasi l'esperienza al River Plate allenò — senza particolare successo — Racing Club de Avellaneda e Barcelona Sporting Club (squadra ecuadoriana di Guayaquil, la sua quarta esperienza all'estero dopo Bolivia, Cile e Colombia). Nel 2009 fu assunto dal Rosario Central; lasciato il club il 15 aprile, ne ha ripreso le redini il 4 luglio 2010. Il 10 ottobre 2013 torna a sedersi sulla panchina del Racing Avellaneda, esperienza che dura solo qualche mese. Ancora più breve è l'esperienza sulla panchina del Colon nel 2015, durata il tempo di una sola partita.

## Palmarès

### Giocatore

#### Club

##### Competizioni nazionali
- Campionato argentino: 7

River Plate: Metropolitano 1975, Nacional 1975, Metropolitano 1977, Metropolitano 1979, Nacional 1979, Metropolitano 1980, Nacional 1981

### Allenatore

#### Club

##### Competizioni nazionali
- Campionato argentino: 1

Racing: Apertura 2001